# Dendronephthya colombiensis
Dendronephthya colombiensis är en korallart som beskrevs av Henderson 1909. Dendronephthya colombiensis ingår i släktet Dendronephthya och familjen Nephtheidae. Inga underarter finns listade i Catalogue of Life.